# あけぼの通商硬式野球部
あけぼの通商硬式野球部（あけぼのつうしょうこうしきやきゅうぶ）は、福岡県糟屋郡志免町に本拠地を置き、日本野球連盟に所属していた社会人野球の企業チームである。

## 概要
1976年、オイルショック後の不況で丹羽鉦電機硬式野球部が廃部となり、監督であった池田和隆は選手の有志とともに地元の九州で野球を続けることを考えた。そこで、父の義定が前年に福岡県糟屋郡志免町に設立したあけぼの通商に全員が雇用され、『あけぼの通商硬式野球部』として創部し、午前中は町営野球場でチーム練習を行ない、午後は近郊の住宅地で味噌や醤油、漢方薬を行商する生活を続けた。
一軒家を改造し、玄関に小さな板で社名の看板があった。六、八畳の四部屋に二段ベッドが各二基、20人が寝泊まりできる独身寮になっていた。3〜4000円の月給を支払った残りは、全額、野球経費に回し、住宅費、食費は社が負担するという経営方針であった。
生活スタイルは午前7時、寮で朝食をとると、8時に近くの町営野球場に集合。正午まで練習し、寮に戻ると、シャワーを浴びて昼食をとり、1時間昼寝して、午後2時から仕事にかかった。トヨタ・ハイエース5台が用意され、3人1組になって近くの団地にセールスに出かけ、長崎県島原市名産の1kg230円の味噌、1袋100円の海苔、漬物類を売った。選手たちは筋力をつけるため、団地最上階の10階まで階段を上り、午後8時に戻ると、監督の夫人や母が食事を作ってくれたが、電気釜3個分で足りなかった。午後11時に素振りと腹筋をして一日が終わる生活であったが、漬物を手に売り歩く道すがら、話題は夢の舞台で活躍する憧れの野球人のことで、いつか自分も、と少年のようにあどけない表情で語り合った。品物は売り尽くしたところで、単価が安く、儲けも少なかったため、食費や雑費を賄うだけで、監督一家の持ち出しは多く申し訳なく思った。
給与は低く練習環境にも恵まれなかったが、20名ほどの選手たちは3年でプロ入りすることを目指し、1976年のドラフトで生田裕之が中日から指名を受け、ドラフト外で日本ハムに入った島田誠とともにプロ入りしている。
遠征費や宿泊費の問題から都市対抗の予選は1回戦で負けることが暗黙の了解となっていたが、地元の練習試合では門司鉄道管理局や電電九州などの強豪を破っている。その後1983年には都市対抗予選で原田賢治の好投で新日鐵八幡を破り、公式戦初勝利を挙げた。プロ入りできないことへのフラストレーションなどが選手の間で高まり、1985年にチームは解散している。
なお、会社自体は霊芝などの輸入業者として個人経営のかたちで現在も存続しており、後年の郭泰源の西武入団に関しては西武球団側と台湾球界のパイプ役となった。

## 沿革
- 1976年 - 『あけぼの通商硬式野球部』が創部
- 1977年 - 日本野球連盟に加盟
- 1985年 - 解散

## 主な出身プロ野球選手
- 生田裕之（投手） - 1976年ドラフト2位で中日ドラゴンズに入団
- 島田誠（外野手） - 1976年ドラフト外で日本ハムファイターズに入団
- 柴田保光（投手） - 1978年ドラフト2位で西武ライオンズに入団
- 井上幹夫（投手） - 1978年ドラフト外で阪急ブレーブスに入団
- 地頭方一男（外野手） - 1980年ドラフト外で西武ライオンズに入団
- 粕谷和彦（外野手） - 1984年ドラフト外で南海ホークスに入団
- 原田賢治（投手） - 1985年ドラフト外で阪急ブレーブスに入団
- 広瀬真二（投手） - 廃部に伴い九州三菱自動車に移籍し、1988年ドラフト外で福岡ダイエーホークスに入団